# Vernonanthura squamulosa
Vernonanthura squamulosa là một loài thực vật có hoa trong họ Cúc. Loài này được (Hook. & Arn.) H.Rob. miêu tả khoa học đầu tiên năm 1992.